# Milewo-Bylice
Milewo-Bylice (prononciation : [miˈlɛvɔ bɨˈlit͡sɛ]) est un village polonais de la gmina de Krasne dans le powiat de Przasnysz de la voïvodie de Mazovie dans le centre-est de la Pologne.

## Histoire
De 1975 à 1998, le village appartenait administrativement à la voïvodie de Ciechanów.